# Матюхевич, Александр Юрьевич
Александр Юрьевич Матюхевич (бел. Аляксандр Юр'евіч Мацюхевіч; 2 апреля 1990, Брест, Белорусская ССР, СССР) — белорусский футболист, полузащитник.

## Клубная карьера
Воспитанник брестского футбола, играл за дубль брестского «Динамо», арендовался пинской «Волной». В сезоне 2012 стал одним из основных игроков. 24 марта 2012 в матче 1-го тура против «Белшины» уже на четвёртой минуте забил гол, который стал первым в премьер-лиге 2013. Сезон 2013 начинал на скамейке запасных, однако по его окончании стал чаще появляться в основе. Выступал на позиции флангового атакующего полузащитника или нападающего. В сезоне 2014 продолжал выступать за брестский клуб, преимущественно выходя на замену.
В январе 2015 года ушёл из «Динамо». Сезон 2015 провёл в клубе «Барановичи», а затем уехал в Польшу, в клуб третьей лиги «Викелец».
В начале 2017 года, покинув польский клуб, проходил просмотр в «Волне» и «Лиде», однако так и не перешёл ни одной из команд. В начале 2018 года стал игроком «Слонима-2017», однако летом того же года покинул клуб.